# Леоган
Léogâne (гаїт. креол. Leyogàn) — одна з прибережних комун Гаїті. Він розташований в однойменному окрузі Леоган, який є частиною Західного департаменту. Портове місто розташоване приблизно в 30 кілометрах на захід від столиці Гаїті Порт-о-Пренс. Леоган має багату та унікальну культуру, особливо у сфері мистецтва, музики, літератури, кухні та архітектури. Він також має важливе значення для археологічних та історичних пам'яток, таких як Форт Кампан.
Місто опинилося в епіцентрі землетрусу 12 січня 2010 року і зазнало катастрофічних ушкоджень: 80–90% будівель було пошкоджено. Це тому, що країна не могла дозволити собі сейсмостійкі будівлі, оскільки вона дуже бідна.

## Історія
На момент прибуття європейців у 1492 році Ягуана — сучасний Леоган — була столицею Харагуа, одного з п’яти вождів на острові Еспаньйола. Ця провінція була останньою незалежною територією під час іспанського завоювання Еспаньйоли, поки королева Таїно Анакаона, яка народилася в місті, не була захоплена та вбита іспанцями в 1503 році.

### Землетрус 2010 року

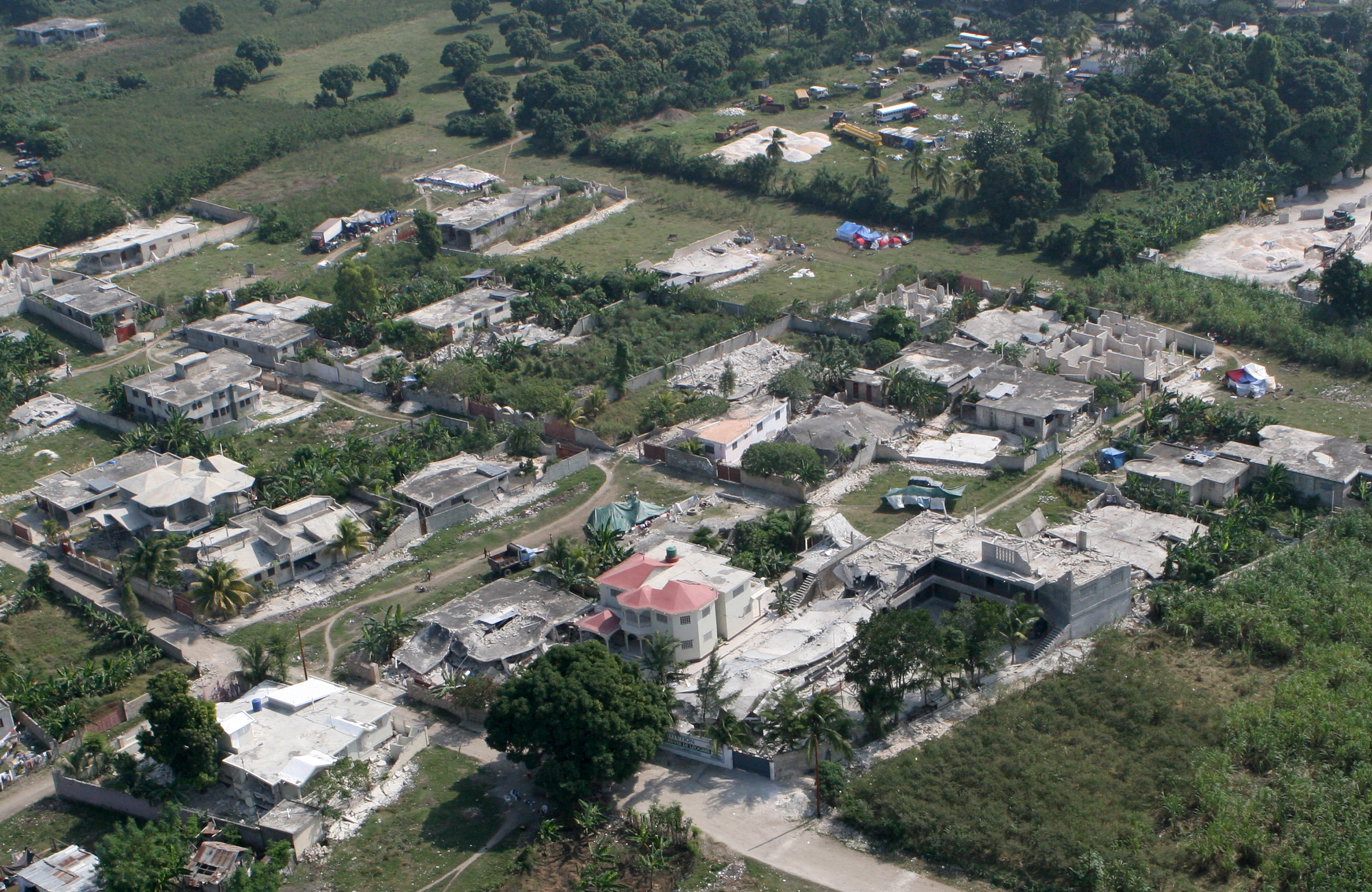
Пошкодження Léogâne 22 січня

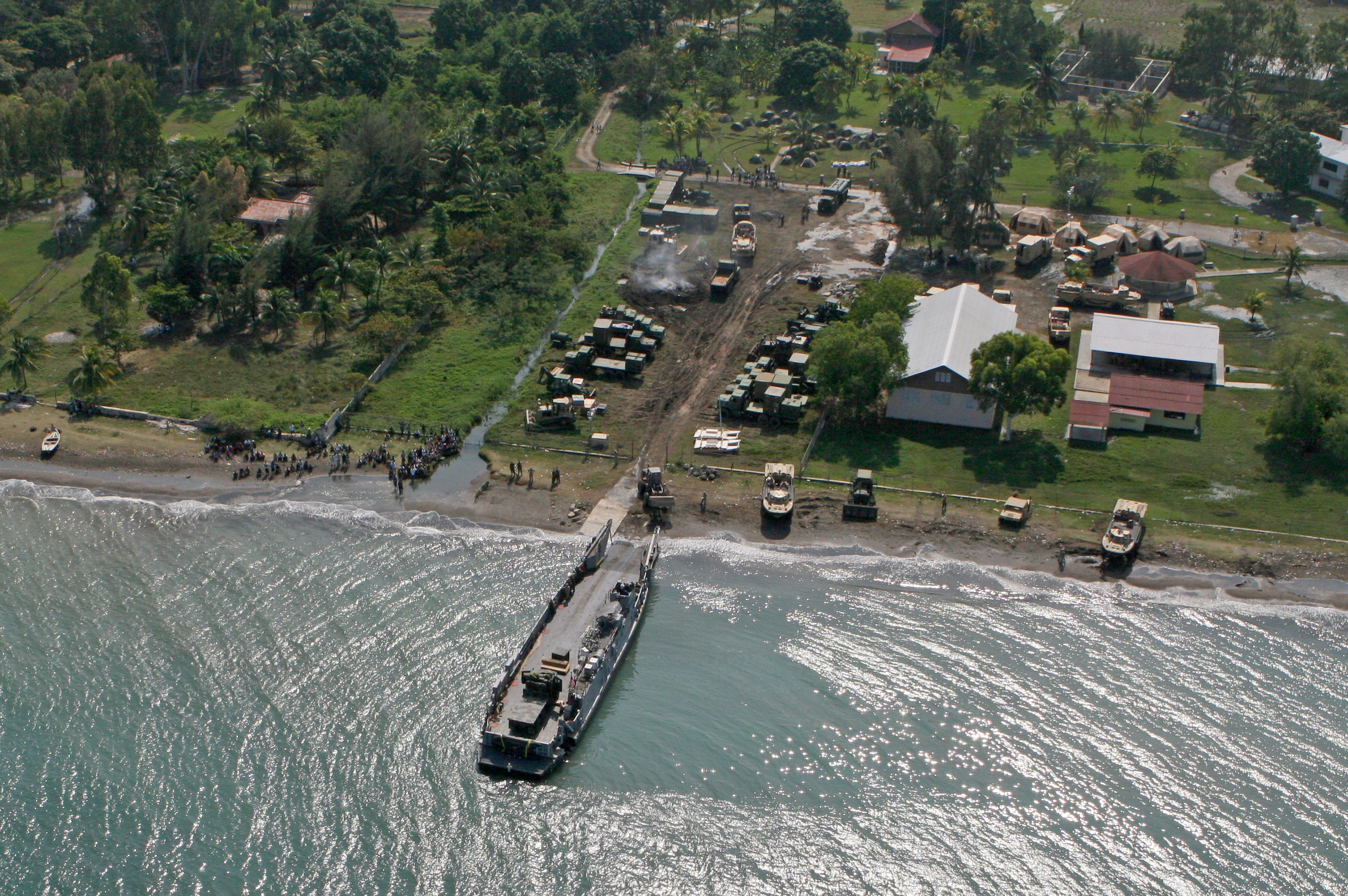
LCU доставляє гуманітарну допомогу та товари на пляж Леоган.

Леоган був в епіцентрі землетрусу магнітудою 7,0, який стався 12 січня 2010 року  а група оцінок ООН, яка досліджувала три головні міста поблизу Порт-о-Пренса, виявила, що Леоган був «найбільш постраждалим районом» з 80-90% будівель. пошкоджено, а державна інфраструктура відсутня
Майже кожна бетонна конструкція була зруйнована. Повідомляється також, що збитки гірші, ніж у столиці. Військові підрахували, що від землетрусу в Леогані загинули від 20 000 до 30 000 людей. Люди збиралися в спеціальних таборах сквотерів, і допомога досягала Леогана довше, ніж до столиці.

## Географія

### Межі
На півночі Леоган обмежений затокою Гонав, на сході — комуною Гресьє, на півдні — вершиною гірського масиву де ла Сель, яка відокремлює його від південного сходу (Жакмель), і на заході — комуна Гран-Гоав.

### Клімат
Леоган — це комуна з дуже різноманітним мікрокліматом. Середня температура в Леоган тепла і залишається приблизно однаковою протягом року. У низинних районах температура майже завжди висока, коливається від 15 °C до 25 °C взимку і від 25 °C до 30 °C протягом літа. Низинна частина відносно тепла протягом усього року; сухі гори мають помірні температури; вологі гірські райони мають дуже м'які температури та досить високу вологість цілий рік. Річна кількість опадів становить від 800 міліметрів до 1277 міліметрів.

## Економіка
Економіка Леогана залишається переважно сільськогосподарською, незважаючи на проблеми, з якими стикається цей сектор у комуні. Найбільшу частку в економіці займає цукрова промисловість.  За промисловістю цукрової тростини слід бананова промисловість, а потім зернові, такі як кукурудза, сорго та рис. Бобові та харчові продукти, такі як солодка картопля, маніок, квасоля та ямс, завершують цей ланцюг. У прибережних районах ведеться значна кількість рибальства та сільського господарства. В останні роки бурхливо розвивається птахівництво та бджільницькі ферми.

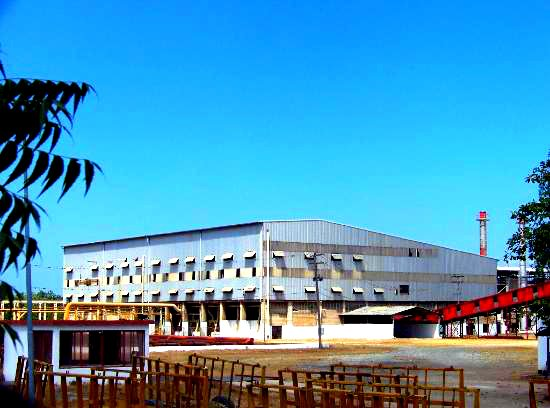
Цукровий завод у Дарбонн-Леоган.

Цукровий завод Jean Léopold Dominique у Дарбоні виробляє надлишок тростинної патоки, частина якої постачається на менші спиртові заводи навколо комуни. Цукровий завод має виробничу потужність 375 000 метричних тонн цукру; він також має здатність виробляти 22 мегавати (МВт) електроенергії.

### Туризм

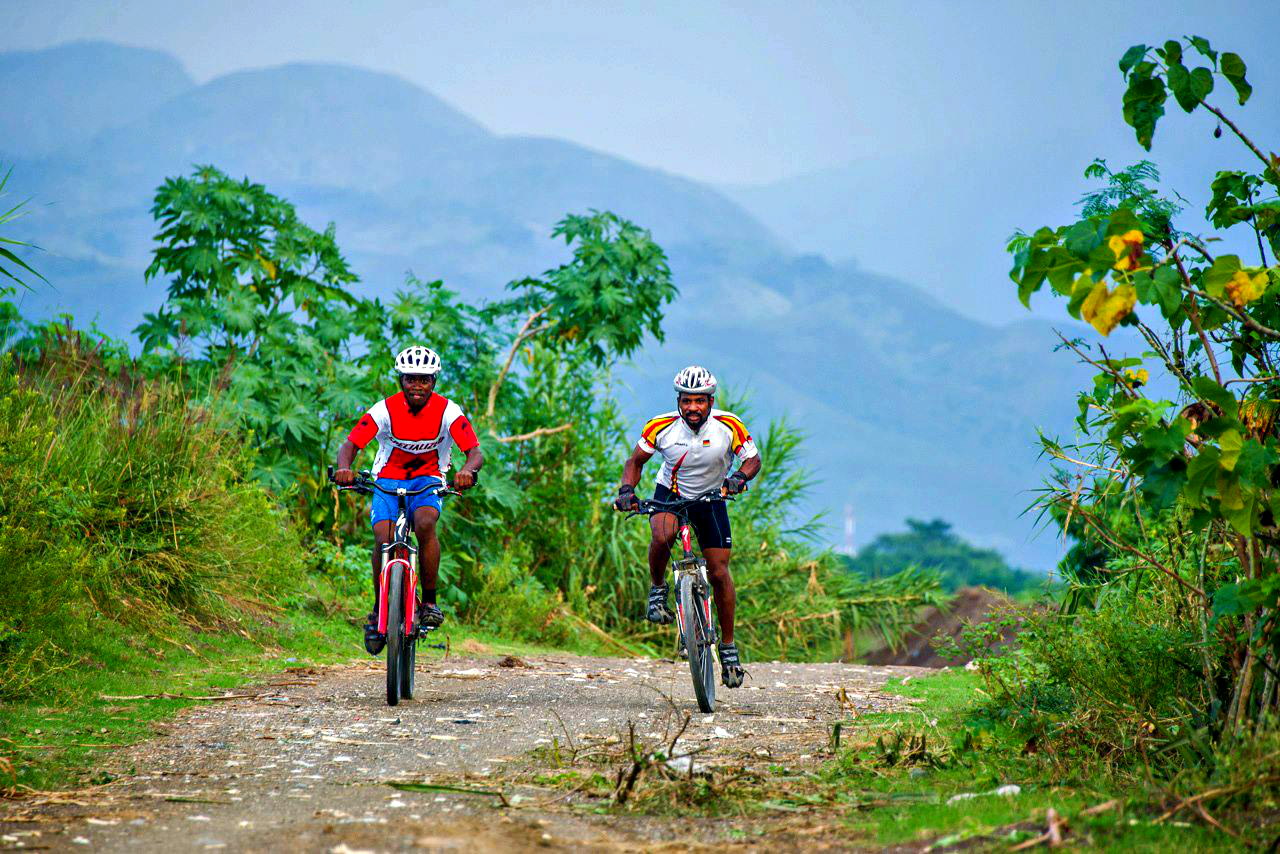
Велосипедний клуб Léogâne (LCC)

Леоган має багато туристичних визначних пам’яток, включаючи відремонтовані історичні пам’ятки, такі як форт Кампан, Латунель Гвозо та один із найдавніших вітряних млинів у західній півкулі, розташований у Бауссані.
Леоган також є домом для тисяч місцевих рослин і природних видів, і найкращий спосіб досліджувати екзотичну флору та фауну Леоган — пішки. Аїті (Гаїті), місцева назва всього острова Еспаньйола, що означає «Країна високих гір», має багато гір. Десять із тринадцяти комунальних ділянок Леогана розташовані в горах, які займають площу понад 25 000 акрів. Реабілітація природних печер, таких як грот Belloc, Anacaona та Fond d'Oie, пропонує відвідувачам унікальний досвід у Леогані. Леоган також має двадцять п'ять кілометрів піщаних пляжів.

## Культура
Леоган є бастіоном музики Рара, сільських фестивалей, яка є одним із найпопулярніших культурних подій гаїтянського походження, починаючи з колоніальних часів. Бурхливий сезон Рара починається з карнавалу та продовжується до Великого посту, кульмінацією якого є Пасхальний тиждень. Феномен Рара є водночас сезоном, фестивалем, музичним жанром, релігійним ритуалом, формою танцю, а іноді й технікою політичного протесту . Місто Леоган найбільш відоме своєю Рара, але фестиваль практикується по всьому Гаїті та відрізняється від регіону до регіону.

## Здоров'я
До землетрусу тут був госпіталь, яким керувала єпископальна єпархія за участі пресвітеріанських місіонерів; Hopital Sainte-Croix (Святий Хрест). Лікарня була закрита для стаціонарних пацієнтів два роки тому, і, хоча вона продовжувала надавати різноманітні амбулаторні послуги, з тих пір її відновлено до закладу охорони здоров’я з повним набором послуг.

## Освіта
З 2005 року (до землетрусу 12 січня 2010 року ) у місті була єпископальна школа медсестер, Faculté des Sciences Infirmières de l'Université Épiscopale d'Haïti à Léogâne.
Нову католицьку школу «Notre Dame des Anges», якою керують єзуїти (Товариство Ісуса), і стала можливою завдяки коштам, надісланим з Ватикану, було присвячено католиками та урядовцями у четвер, 27 листопада 2014 року, приблизно через п’ять років після землетрусу 12 січня 2010 р.

## Спорт
Леоган є домом для п’яти спортивних команд вищої ліги: Велосипедного клубу Леоган (LCC), Спортивного клубу асоціації Кавалі (CASPORT), Баскетбольної ліги Леоган (LBL), Футбольного клубу Валенсії (VFC) і Футбольного клубу Анакаона (AFC).
Велосипедний клуб Léogâne (LCC) виник 15 грудня 2002 року після перегонів, організованих у регіоні, в яких багато велосипедистів-учасників на той час не були членами жодного конкретного клубу. Ці спортсмени об’єдналися, щоб створити велосипедний клуб Léogâne і обрали Джонаса Рональда президентом клубу. У 2013 році Велосипедний клуб Léogâne і Mountain Bike Ayiti разом провели перше в історії Міжнародне змагання з гірського велосипеду на Гаїті.

## Цитування
- «Леоган» . Columbia Gazetteer of North America, редагований Солом Б. Коеном. Нью-Йорк: Columbia University Press, 2000. . Процитовано 21 червня 2006
- Вікі проекту Лувертюр

## Подальше читання
- The American Gazetteer: Exhibiting, in Alphabetical Order, a Much More Full and Accurate Account, Than Has Been Given, of the States, Provinces, Counties, Cities, Towns ... on the American Continent, Also of the West-India Islands на «Google Books»